# 露姆基與基林
露姆基（排灣語：Runmuji）與基林（Gilin），是台灣排灣族大谷部落（Taririku，今稱Tjarilik，位於台東縣達仁鄉，東排灣族）和加津林部落（Katsurin，今稱Seqeciin，位於台東縣大武鄉，為東排灣族的古老部落之一）神話中的人類始祖。

## 神話
過去太陽神阿道．阿．納婀馬第降臨在北大武山附近，生下了一黃一青兩個蛋，露姆基（男）和基林（女）變分別從其中一顆蛋裡出生。兩人在長大後結婚、生下三男三女，除了長男（眼盲）和長女（沒鼻）有缺陷外，其他四個孩子都平安長大，後來夫妻派四位兒女出去探尋新土地，他們因此戴著獵狗先往南走抵達Benukachian（根本或太谷之意，位於大谷部落南方）、又往東走經過土坂部落後抵達加津林部落的位置，後來因為再往東就出現了其他人群，因此四位兄弟姊妹分別在兩地建設了部落，成為後來的大谷部落與加津林部落。

## 後代
露姆基與基林的孩子分別是：
| 名字                  | 排序 | 備註           |
| --------------------- | ---- | -------------- |
| （不明）              | 長男 | 目盲           |
| （不明）              | 長女 | 沒鼻           |
| 卜拉魯樣（Puraluyan） | 次男 | 大谷部落始祖   |
| 基碧（Kibi）          | 次女 | 大谷部落始祖   |
| 帕蘭（Palan）         | 三男 | 加津林部落始祖 |
| Sakugo                | 三女 | 加津林部落始祖 |